# Ташахепер
Ташахепер (поч. VIII ст. до н. е.) — давньоєгипетський діячка, Дружина бога Амона.

## Життєпис
Походила з XXII династії. Вважається донькою фараона Осоркона II. Про Ташахепер відомо вкрай замало. Стала Дружиною бога Амона після смерті своєї сестри Каромама-Мерітмут. Ймовірно, її каденція припадає на кінець правління фараона Осоркона III і початок правління фараона Такелота III. Єдина згадка про цю жрицю міститься в храмі Хонсу, де згадується разом з Такелотом III. Їй спадкувала родичка Шепенупет I.